# ZPV Barracuda
NieMo Barracuda is een Nederlandse zwem- en waterpolovereniging. NieMo Barracuda werd op 26 februari 1970 opgericht, oorspronkelijk als NZ&PC Barracuda.
De vereniging neemt deel aan competities in zowel het wedstrijdzwemmen als het waterpolo. NieMo is een afkorting van Nieuwerkerk en Moordrecht. 

## Zwemmen
Er zijn diverse Nederlandse zwemkampioenen geleverd op diverse afstanden in diverse categorieën. De zwemafdeling behoort sinds 1999 bij de top 50 van verenigingen van Nederland. De vereniging kwam in het seizoen 2021-2022 uit in de A-klasse van de KNZB Zwemcompetitie. 
De beste prestatie in teamverband werd geleverd in het seizoen 2003-2004, toen in de landelijke verenigingscompetitie een vierde plaats werd behaald in de (destijds) B-competitie en daarmee een 19e plaats in Nederland.

## Waterpolo
Van 2008 tot 2020 had NieMo Barracuda een samenwerkingsverband met ORKA'97 uit Moordrecht onder de naam WSG NieMo. De vereniging bestond in het seizoen 2019-2020 uit zes herenteams, drie damesteams en vijf jeugdteams.
Voorafgaand aan het seizoen 2018-2019 werd het eerste herenteam teruggetrokken uit de bondscompetitie. Het tweede team werd het eerste en speelt in de tweede klasse Regio West. Het eerste damesteam speelt in de eerste klasse Regio West.
In de zomer van 2020 stapten de waterpololeden van ORKA'97 over naar ZPV Barracuda en werd de naam statutair gewijzigd in NieMo Barracuda.

## Bekende (oud-)leden
- Robert Lijesen, zwemmer
- Bastiaan Lijesen, zwemmer